# Taqīābād (ort i Teheran)
Taqīābād (persiska: تقی‌آباد, Taqīābād-e Shahrestān, persiska: تقی‌آباد شهرستان) är en ort i Iran.   Den ligger i provinsen Teheran, i den centrala delen av landet, 50 km söder om huvudstaden Teheran. Taqīābād ligger 880 meter över havet och antalet invånare är 210.
Terrängen runt Taqīābād är platt, och sluttar söderut.Runt Taqīābād är det tätbefolkat, med 297 invånare per kvadratkilometer. Närmaste större samhälle är Qarchak, 18,9 km norr om Taqīābād. Trakten runt Taqīābād består till största delen av jordbruksmark.